# Mezek
Mezek (en bulgare Мезек) est un village de Bulgarie méridionale, situé dans l’obština de Svilengrad (oblast de Haskovo), dans la partie orientale des Rhodopes, à environ 2 km de la frontière grecque. À l'époque de la guerre froide, il était situé dans une zone frontière soumise à une stricte surveillance.
Trois sites archéologiques intéressants se trouvent près du village. Le premier est un tombeau thrace datant du troisième quart du IVe siècle av. J.-C., le deuxième est la citadelle de Neutzikon, et le troisième le tumulus funéraire situé dans les environs immédiats du sommet dit Šejnovec.

## Histoire
Il n’existe aucune source sur la création du village de Mezek. La proximité d’un tombeau thrace laisse cependant supposer que la région est habitée depuis l’Antiquité.
Un tombeau thrace y a été découvert en 1931 et prospecté par l’équipe de l’archéologue bulgare Bogdan Filov. Il a été construit au IVe siècle av. J.-C.
Selon des sources locales, le village aurait été fondé initialement à 2 km à l’est de son emplacement actuel, au lieu-dit Orehite (« les noix »), anciennement Jurtišteto, mais on ne sait pas à quelle époque. Le village s’appelait à l’origine Muzak, ce qui, selon Bogdan Filov, signifierait « musée » (temple des muses). Situé sur l’axe stratégique reliant l’Europe centrale à Constantinople via Sofia, il a été souvent l’objet de conquêtes militaires et fut détruit au cours d’une d’entre elles, ce dont témoignent aujourd’hui encore des vestiges : fondations, puits, etc. Après la destruction, les habitants du village se réfugièrent dans la montagne voisine et fondèrent par la suite un nouveau village, situé cette fois sur le versant oriental des Rhodopes orientales, près de sources d’eau abondantes. On ne sait pas quand le village de Muzak a été rebaptisé en Mezek. Le village fut plus tard incendié, et la majeure partie de ses habitants furent massacrés. Un petit nombre d’entre eux se dispersèrent dans les montagnes de la Strandža et des Rhodopes, puis revinrent sur le lieu de l’incendie et fondèrent un nouveau village.

## Origine du nom
Le toponyme Mezek proviendrait du mot proto-slave *medja, qui signifie « lisière », « frontière » (cf. miedza en tchèque et slovaque, miedza en polonais, medza en sorabe, meda en serbo-croate, межда/mežda en bulgare moderne).

## Patrimoine culturel et naturel
La tombe à coupole (tholos) située près du village est, de toutes les tombes thraces découvertes en Bulgarie jusqu’à ce jour, la plus vaste et la plus complexe par son organisation spatiale. Le plan de la tombe est fortement allongé et comprend quatre parties : un corridor couvert d’une longueur de 20,65 mètres, deux pièces rectangulaires de taille inégale, enfin une chambre funéraire de forme circulaire. La longueur totale du monument est de 30 mètres. Il y a deux vestibules, ainsi qu’une salle à coupole avec un sarcophage de pierre. Le mobilier funéraire trouvé dans la tombe est d’une grande importance historique et artistique. Il est actuellement conservé au musée de l’Institut archéologique national (qui fait partie de l’Académie bulgare des sciences) à Sofia. Il témoigne du haut niveau de développement de la culture thrace vers le milieu du IVe siècle av. J.-C.
Au-dessus du village se dresse la forteresse médiévale la mieux conservée de Bulgarie, Neutzikon, qui date des XIe et XIIe siècles. Elle a été étudiée en 1931-1932 sous la direction de Bogdan Filov et de l’architecte Aleksandăr Rašenov. Elle s’étend sur une surface d’environ 6,5 km2.

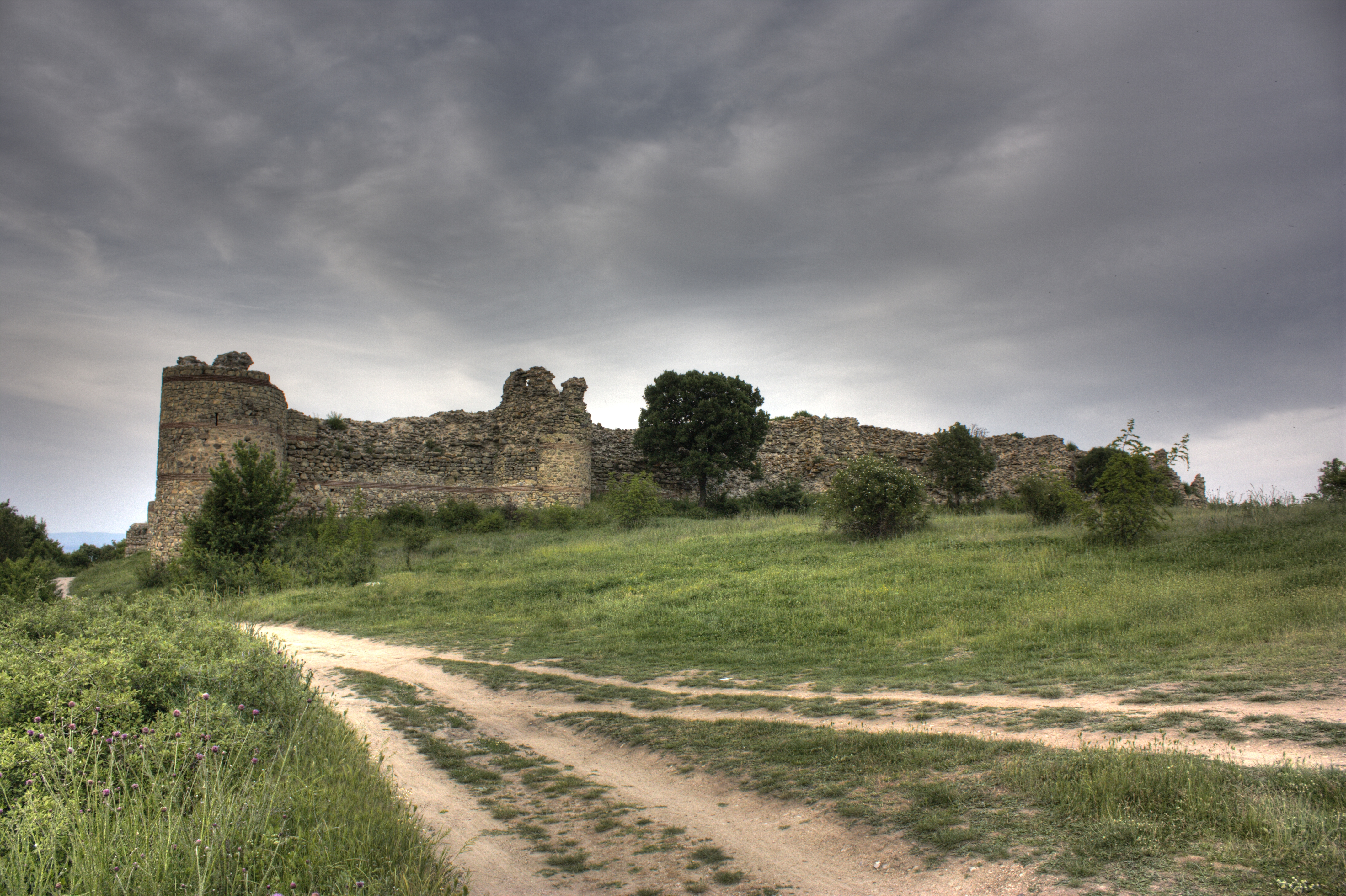
Ruines de la forteresse de Neutzikon

Une autre tombe à coupole thrace se trouve en dessous du mont Šejnovec (autrefois connu sous son nom turc, Kurtkale). Elle a été partiellement fouillée par l’équipe de Bogdan Filov. Elle présente une petite entrée, presque entièrement détruite. La salle à coupole est conservée, mais le revêtement du sol a été totalement détruit par des pilleurs.
Également sous le mont Šejnovec, à environ 2 km au nord-est, se trouve une formation rocheuse isolée, dont la forme naturelle ressemble à un phallus haut d’environ 30 m et large de 7 à 8 m. Ses parois sont criblées de niches, caractéristiques des sanctuaires rituels thraces.

## Viticulture
On produit sur le territoire du village de Mezek des vins réputés, commercialisés sous les marques Mezzek White Soil, Katarzyna, Twins, Question Mark, First Vintage, Halla et Contemplations. La propriété viticole connue sous le nom de Katarzyna Estate, produit des vins rouges de tradition française avec les cépages suivants : cabernet sauvignon, merlot, merlot, syrah, tempranillo, mavrud (cépage endogène de Bulgarie), cabernet franc, ainsi qu’un vin blanc (chardonnay). Disposant d’un restaurant et d’un hôtel, les propriétaires entendent développer le tourisme viticole à Mezek.

## Écosentier
Au cours de l’été 2006 a eu lieu le balisage de l’« écosentier » allant du centre du village au mont Šejnovec. Sa longueur est d’environ 7 km. L’aller-retour se fait en à peu près 6 heures de marche.

## Utilisation du nom
Le Pic de Mezek, qui fait partie de la Crête d'Iméon sur l'île Smith dans les îles Shetland du Sud près du continent Antarctique a été nommé d'après le village de Mezek.